# Конкакафов шампионат у фудбалу за жене 1991.
Конкакафов шампионат у фудбалу за жене 1991. је било прво издање женског фудбалског турнира Конкакафа, међународног женског фудбалског турнира за нације Северне Америке, Централне Америке и Кариба у организацији Конкакафа. Турнир је одржан у Порт-о-Пренсу на Хаитију између 18. и 27. априла 1991. године и окупио је осам репрезентација. Мечеви су трајали по 80 минута.
Сједињене Државе су освојиле турнир пошто су у финалном мечу победиле Канаду са 5 : 0. Репрезентација САД се овиме квалификовала за Светско првенство у фудбалу за жене 1991. године, чији је домаћин у новембру била Кина, а и тамо је САД постала шампион и светски првак.

## Земље учеснице
Учествовало је осам националних фудбалских репрезентација из конфедерације Конкакаф, подељених у две групе:
| Репрезентације учеснице | Репрезентације учеснице | Репрезентације учеснице | Репрезентације учеснице | Репрезентације учеснице |
| ----------------------- | ----------------------- | ----------------------- | ----------------------- | ----------------------- |
| Хаити                   | Канада                  | Костарика               | Јамајка                 |                         |
| Тринидад и Тобаго       | Мексико                 | Мартиник                | Сједињене Државе        |                         |

## Град и стадион
| Порт о Пренс |                      |
| Порт о Пренс | Порт о Пренс         |
| ------------ | -------------------- |
| Порт о Пренс | Стадион Силвио Катор |
| Порт о Пренс | Капацитет: 15,000    |
| Порт о Пренс |                      |

## Резултати

### Групна фаза

#### Група А
| Екипа             | Ута | Поб | Нер | Изг | ГД | ГП | ГР  | Бод |
| ----------------- | --- | --- | --- | --- | -- | -- | --- | --- |
| Сједињене Државе  | 3   | 3   | 0   | 0   | 34 | 0  | +34 | 6   |
| Тринидад и Тобаго | 3   | 1   | 1   | 1   | 4  | 12 | −8  | 3   |
| Мексико           | 3   | 1   | 0   | 2   | 9  | 16 | −7  | 2   |
| Мартиник          | 3   | 0   | 1   | 2   | 2  | 21 | −19 | 1   |

| Сједињене Државе | 12 : 0   | Мексико |
| --- | -------- | ------- |
| Миа Хам 8’ · Мишел Ејкерс 10’, 25’ · Ејприл Хајнрикс 21’, 36’ · Џули Фоуди 28’ · Бренди Частејн 40’, 43’, 47’, 66’, 74’ · Керин Џенингс-Габара 77’ | Извештај |         |

| [[Женска фудбалска репрезентација Мартиника {{{altlink2}}}\|Мартиник]] | 1 : 1 | Тринидад и Тобаго |
| ---------------------------------------------------------------------- | ----- | ----------------- |
|                                                                        |       |                   |

| Тринидад и Тобаго | 3 : 1 | Мексико |
| ----------------- | ----- | ------- |
|                   |       |         |

| Сједињене Државе | 12 : 0   | Мартиник |
| --- | -------- | -------- |
| Ејприл Хајнрикс ?’, ?’, ?’ · Мишел Ејкерс ?’, ?’ · Миа Хам ?’, ?’ · Џој Фосит ?’, ?’ · Џули Фоуди ?’ · Венди Гебауер ?’ · Бренди Частејн ?’ | Извештај |          |

| [[Женска фудбалска репрезентација Мартиника {{{altlink2}}}\|Мартиник]] | 1 : 8 | Мексико |
| ---------------------------------------------------------------------- | ----- | ------- |
|                                                                        |       |         |

| Сједињене Државе | 10 : 0   | Тринидад и Тобаго |
| --- | -------- | ----------------- |
| Миа Хам ?’, ?’ · Керин Џенингс-Габара ?’, ?’ · Венди Гебауер ?’, ?’ · Мишел Ејкерс ?’, ?’ · Трејси Леон ?’ · Бренди Частејн ?’ | Извештај |                   |

#### Група Б
| Екипа     | Ута | Поб | Нер | Изг | ГД | ГП | ГР  | Бод |
| --------- | --- | --- | --- | --- | -- | -- | --- | --- |
| Канада    | 3   | 3   | 0   | 0   | 17 | 0  | +17 | 6   |
| Хаити     | 3   | 2   | 0   | 1   | 5  | 2  | +3  | 4   |
| Костарика | 3   | 1   | 0   | 2   | 2  | 11 | −9  | 2   |
| Јамајка   | 3   | 0   | 0   | 3   | 1  | 12 | −11 | 0   |

| Канада                                                                                           | 6 : 0    | Костарика |
| ------------------------------------------------------------------------------------------------ | -------- | --------- |
| Џоан Мекечерн 15’ · Чермејн Хупер 22’, 48’ · Лидија Вамош 29’ · Фабијен Жеру 59’ · Ени Керон 70’ | Извештај |           |

| Јамајка | 0 : 1 | Хаити |
| ------- | ----- | ----- |
|         |       |       |

| Канада | 9 : 0    | Јамајка |
| --- | -------- | ------- |
| Фабијен Жеру 5’, 24’, 75’ · Чермејн Хупер 13’, 28’, 59’, 63’ · Лидија Вамош 66’ · Бернадет Мајрс ?’ (а.г.) | Извештај |         |

| Хаити | 4 : 0 | Костарика |
| ----- | ----- | --------- |
|       |       |           |

| Јамајка | 1 : 2    | Костарика                           |
| ------- | -------- | ----------------------------------- |
|         | Извештај | Карла Алеман ?’ · Марица Алварез ?’ |

| Хаити | 0 : 2    | Канада                               |
| ----- | -------- | ------------------------------------ |
|       | Извештај | Чермејн Хупер 20’ · Лидија Вамош 57’ |

### Нокаут фаза

#### Мрежа
|  | Полуфинале        | Полуфинале       |             |    | Финале | Финале |
|  |                   |                  |             |    |        |        |
|  | 24. април         |                  |             |    |        |        |
|  |                   |                  |             |    |        |        |
|  | Канада            | 6                |             |    |        |        |
|  | Канада            | 6                | 27. април   |    |        |        |
|  | Тринидад и Тобаго | 0                |             |    |        |        |
|  | Тринидад и Тобаго | 0                | Канада      | 0  |        |        |
|  | 25. април         |                  | Канада      | 0  |        |        |
|  |                   | Сједињене Државе | 5           |    |        |        |
|  | Сједињене Државе  | Сједињене Државе | 5           | 10 |        |        |
|  | Сједињене Државе  |                  |             | 10 |        |        |
|  | Хаити             | 0                |             |    |        |        |
|  | Хаити             | 0                | Треће место |    |        |        |
|  |                   |                  |             |    |        |        |
|  | 28. април         |                  |             |    |        |        |
|  |                   |                  |             |    |        |        |
|  | Тринидад и Тобаго | 4                |             |    |        |        |
|  | Тринидад и Тобаго | 4                |             |    |        |        |
|  | Хаити             | 2                |             |    |        |        |

#### Полуфинале
| Канада                                                          | 6 : 0    | Тринидад и Тобаго |
| --------------------------------------------------------------- | -------- | ----------------- |
| Ени Керон 41’, 54’, 55’ · Лидија Вамош 51’, 79’ · Кони Кант 70’ | Извештај |                   |

| Сједињене Државе | 10 : 0   | Хаити |
| --- | -------- | ----- |
| Ејприл Хајнрикс ?’, ?’ · Мишел Ејкерс ?’, ?’ · Керин Џенингс ?’, ?’ · Трејси Леон ?’, ?’ · Кристин Лили ?’ · Џој Фосит ?’ | Извештај |       |

#### Утакмица за треће место
| Тринидад и Тобаго | 4 : 2 | Хаити |
| ----------------- | ----- | ----- |
|                   |       |       |

#### Финале
| Канада | 0 : 5    | Сједињене Државе                                                   |
| ------ | -------- | ------------------------------------------------------------------ |
|        | Извештај | Мишел Ејкерс 3’, 13’, 70’ · Кристин Лили 15’ · Ејприл Хајнрикс 66’ |

Сједињене Државе су победник турнира и квалификовале се за Светско првенство у фудбалу за жене 1991.

## Статистика

### Голгетерке
11 goals
- Мишел Ејкерс

8 goals
- Ејприл Хајнрикс

7 goals
- Чермејн Хупер
- Бренди Честејн

### Финална табела
| Поз                        | Екипа             | Ута | Поб | Нер | Изг | ГД | ГП | ГР  | Бод |
| -------------------------- | ----------------- | --- | --- | --- | --- | -- | -- | --- | --- |
| 1                          | Сједињене Државе  | 5   | 5   | 0   | 0   | 49 | 0  | +49 | 10  |
| 2                          | Канада            | 5   | 4   | 0   | 1   | 23 | 5  | +18 | 8   |
| 3                          | Тринидад и Тобаго | 5   | 2   | 1   | 2   | 8  | 20 | −12 | 5   |
| 4                          | Хаити             | 5   | 2   | 0   | 3   | 7  | 16 | −9  | 4   |
| Елиминисане у групној фази |                   |     |     |     |     |    |    |     |     |
| 5                          | Мексико           | 3   | 1   | 0   | 2   | 9  | 16 | −7  | 2   |
| 6                          | Костарика         | 3   | 1   | 0   | 2   | 2  | 11 | −9  | 2   |
| 7                          | Мартиник          | 3   | 0   | 1   | 2   | 2  | 21 | −19 | 1   |
| 8                          | Јамајка           | 3   | 0   | 0   | 3   | 1  | 12 | −11 | 0   |